# Грабарь-Шполянский, Леонид Юрьевич
Леонид Грабарь (Леонид Юрьевич Грабарь-Шполянский) (30 марта 1901 (официально — 1896), Ленинград — 2 ноября 1937, Сандармох) — советский прозаик, театральный и кинокритик.

## Биография
Леонид Шполянский — сын актёра. По семейной легенде, дату рождения сменил, чтобы быть по документам моложе своей жены. После окончания гимназии (1917) недолгое время учился в медицинском институте. В 1918—1919 гг. был членом Питерской федерации анархо-синдикалистских групп, постоянный сотрудник первых номеров её журнала «Вольный труд». Курсант военного училища, затем участник боев на Северном фронте, под Петроградом против Юденича, под Оренбургом против Дутова, воевал на Польском фронте, восстанавливал железную дорогу на Кавказе, воевал с басмачами в Туркестане. В 1923—1924 гг. — служащий одного из московских трестов. С 1926 года жил в Ленинграде.
Член ВКП(б) в 1919—1922 гг., механически выбыл в 1922 году, член Союза советских писателей. Зафиксировано его сочувственное отношение к Л. Добычину в момент травли последнего.
Проживал: Кировский пр., д. 35/75, кв. 34. Инвалид (протез ноги).
Арестован 3 июля 1936 года Управлением НКВД по Ленинградской области. Выездной сессией Военной коллегии Верховного суда СССР в Ленинграде 23 декабря 1936 года осужден по ст. ст. 17-58-8 (пособничество в совершении террористического акта), 58-11 (организационная деятельность, направленная к совершению контрреволюционного преступления) УК РСФСР на 10 (другой вариант — 5) лет тюрьмы.
Литфонд Союза писателей обсуждал задолженность репрессированных на общем собрании членов ЛФ 3 июня 1937 года. Выступил председатель М. Слонимский: «Прежде всего надо сказать, что Литфонд оказался вроде как добрым дядюшкой к целому ряду врагов, то есть за рядом изъятых преступных лиц числятся подчас немалые денежные суммы. Это грубейшая ошибка. Важно её происхождение. Тут не только были элементы потери бдительности, но и забвение принципиальной линии. Мы в данном случае проявили потерю бдительности». Директор ЛФ И. Хаскин сообщил, что на данный момент в Ленинграде арестовано 37 членов ЛФ, и дифференцировал их по степени нанесенного фонду ущерба: «15 человек никак не прилипли к государственному кошельку, а 22-м в той или иной фoрмe, в той или иной сумме какая-то помощь была оказана».
Отбывал наказание в Соловках. Особой тройкой УНКВД ЛО 9 октября 1937 года приговорён к высшей мере наказания. Расстрелян в Карельской АССР (Сандармох) в составе первого соловецкого этапа 2 ноября 1937 года.
Определением Военной Коллегии Верховного Суда СССР 10 ноября 1956 года приговор Военной Коллегии Верховного Суда СССР, постановление Особой Тройки УНКВД ЛО от 9 октября 1937 года в его отношении отменены, а дело за отсутствием в его действиях состава преступления прекращено. Реабилитирован.
Жена — Ольга Михайловна Шполянская (1898 — ?), сыновья — Юрий Грабарь-Шполянский (р. 1922) — энергетик, также впоследствии был репрессирован, Рэм Грабарь-Шполянский (р. 1925).

## Творчество
Критик Михаил Левидов в книге «Простые истины» писал: «Леонид Грабарь — молодой писатель. И Леонид Грабарь — талантливый писатель. Совокупность двух этих качеств — весьма ценных, но не таких уж чрезвычайно редких, — вещь, конечно, приятная». Критики сравнивали Грабаря с Зощенко.
Сам автор в романе «Сельвиниты» писал: «Много лет показывал я вам в своих книжках лишних, ненужных и вредных людей нашего времени.
Много лет знакомил я вас с моим зверинцем — растратчиками и примазавшимися, дрогнувшими интеллигентами, взбесившимися от сатириазиса уклонистами и фразёрами, перерожденцами и мещанами от коммунизма.
Делал я это весьма честно и старательно, наивно полагая, что тем самым помогу обществу, в котором живу и которому служу, очиститься от всей этой скверны.
Объективно — важно другое. Общественность восприняла мою работу не как попытку ассенизации, но как социальную клевету или в лучшем случае как близорукий скептицизм, не замечающий живых человеческих кадров пролетарской революции. А критика обвинила меня в стремлении изобразить наше общество сборищем недотыкомок и лишних людей…».
Также писал фантастику. Театральный и кинокритик.
Посмертные оценки различны. «Читаешь бесхитростную повестушку Грабаря, ни на микрон не выходящую за рамки „юмора 20-х годов“ и думаешь: вот — неумелый эскиз к будущему Ильфу-Петрову, а вот — тусклые предынкарнации Валентина Катаева, Булгакова, Кольцова, Зозули. Все, что будет явлено прекрасным, завораживающим, полетным, блистающим, предварительно прошло через серую халупу скромного поденщика-починщика. Почивайте, короли и принцы, Бендеры и Воланды, в следующей жизни вы не узнаете себя. Эта смутная тьма, эта темная хмарь вам приснилась» (о повести Жемчуга от Тет-а-Тета).

## Сочинения
- Лахудрин переулок: Повесть. Л., 1926
- Морошка-ягода: Олонецкая повестушка. М., 1926
- Во мхах: Повести. М., 1927
- Коммуна восьми: Роман. М.-Л., 1927
- Люди-человеки, Л., 1927
- Рассказы с забавными концами. Л., 1927
- Записки примазавшегося: Повесть. М., 1928
- Журавли и картечь: Повесть. М.-Л., 1928
- Жемчуга от Тэт-а-Тэт’а: Повесть. М.-Л., 1928 (републикации: Октябрь. 2007. № 6; в литературном аудио-альманахе «Классика русского рассказа», № 8)
- Семейная хроника. Л., 1931
- Большой покер: Фантастический трагифарс. Пьеса в 5-ти действиях. Л., 1933 (сатирические картины глубочайшего кризиса в крупнейшей капиталистической стране).
- Сельвиниты: Роман. М.-Л., 1933.
- Машинист Комаров (в соавторстве с Н. Баршевым, 1933).